# Corbigny
Corbigny ist eine französische Gemeinde mit 1.330 Einwohnern (Stand: 1. Januar 2022) im Département Nièvre in der Region Bourgogne-Franche-Comté. Sie gehört zum Arrondissement Clamecy und zum Kanton Corbigny. Die Einwohner werden Corbigeois genannt.

## Geographie
Corbigny liegt am Anguison, einem Nebenfluss der Yonne, die die südwestliche Gemeindegrenze bildet. Umgeben wird Corbigny von den Nachbargemeinden von Monceaux-le-Comte sind Ruages im Norden, Anthien im Norden und Nordosten, Magny-Lormes im Nordosten, Cervon im Osten, Sardy-lès-Épiry im Süden, Pazy im Südwesten sowie Chaumot und Chitry-les-Mines im Westen.

## Geschichte
Der Prototyp "Emeraud" des Tiefdeckers Dewoitine D.333 stürzte hier am 15. Januar 1934 ab.

## Bevölkerungsentwicklung
| Jahr                       | 1962 | 1968 | 1975 | 1982 | 1990 | 1999 | 2006 | 2012 | 2019 |
| Einwohner                  | 1985 | 2005 | 2253 | 1997 | 1802 | 1709 | 1681 | 1584 | 1440 |
| Quellen: Cassini und INSEE |      |      |      |      |      |      |      |      |      |

## Sehenswürdigkeiten
- Kirche Saint-Seine, Anfang des 16. Jahrhunderts im gotischen Stil errichtet, Monument historique
- Abtei Saint-Léonard des Benediktinerordens, seit 2001 Monument historique, Bauten aus dem 18. Jahrhundert
- Kapelle Sarre aus dem 12. Jahrhundert
- Rathaus
- Empfangsgebäude des Bahnhofs von 1871
- Brunnen Sainte-Agathe

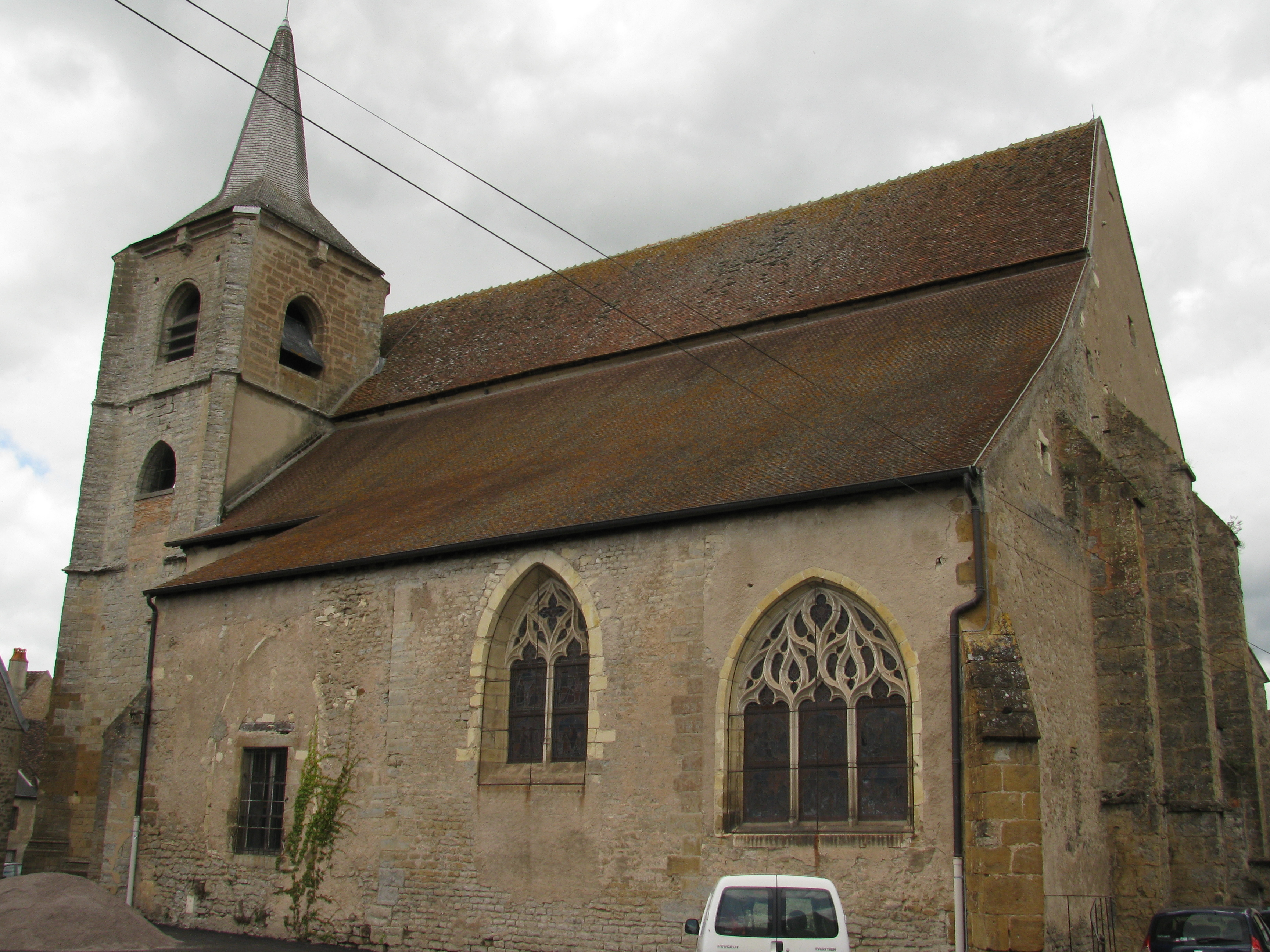
Kirche Saint-Seine
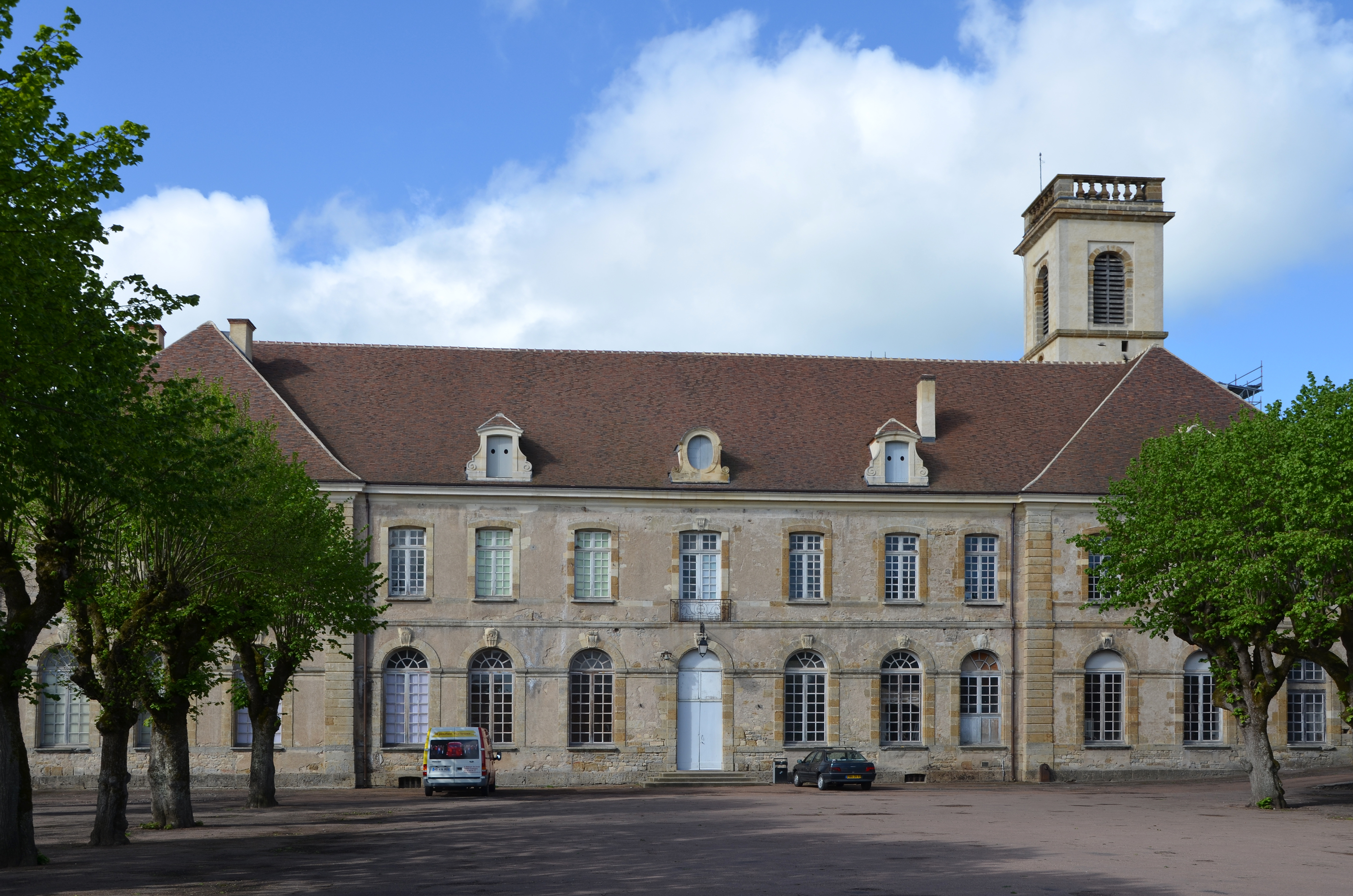
Abtei Saint-Léonard
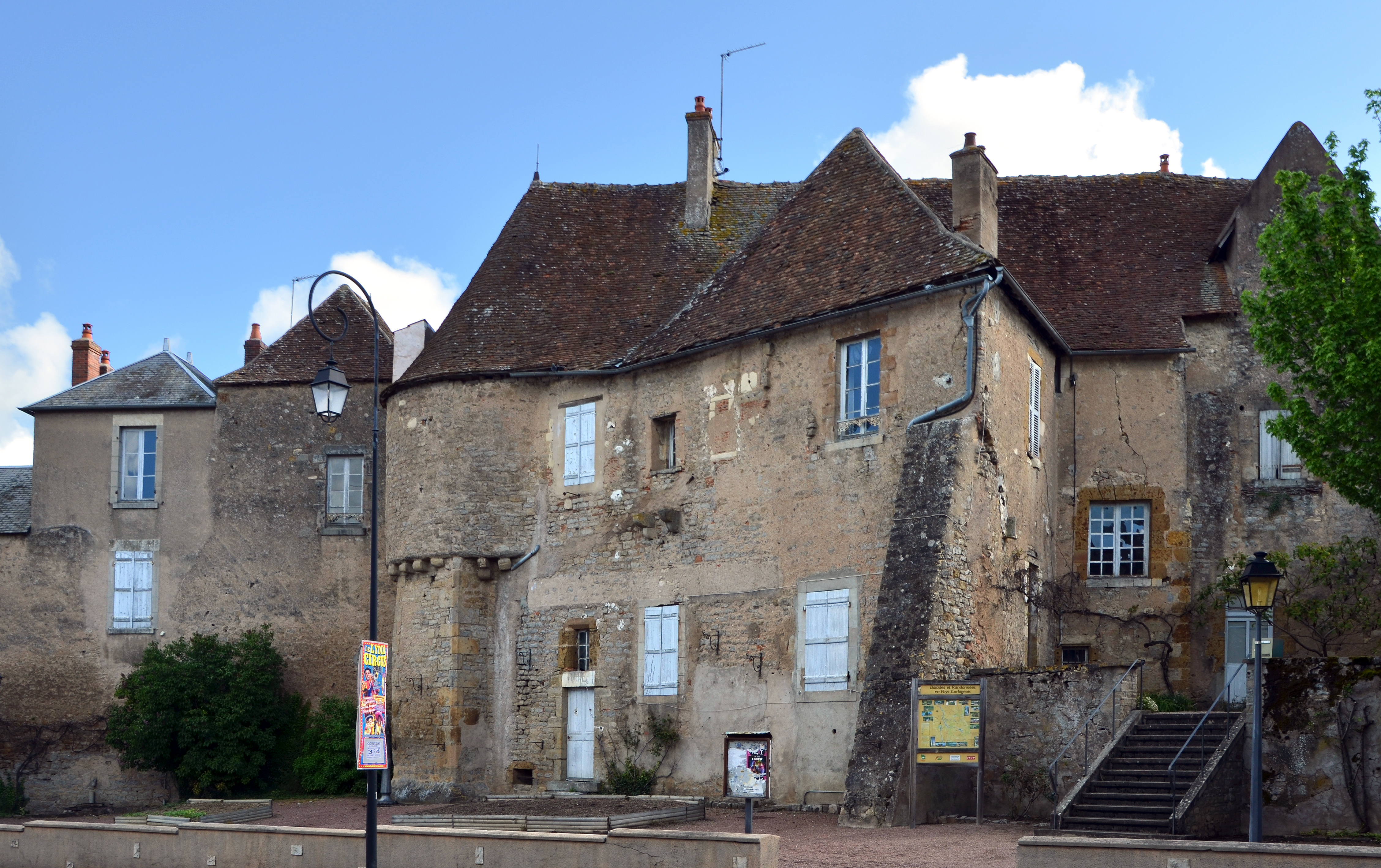
Altes Haus in Corbigny

## Verkehr
Corbigny hat einen Bahnhof an der Bahnstrecke Clamecy–Gilly-sur-Loire und wird im Regionalverkehr mit Zügen des TER Bourgogne-Franche-Comté bedient. Es ist heute Endpunkt des im Personenverkehr bedienten Abschnitts.
Durch die Gemeinde führen die früheren Routes nationales 77bis (heutige D977bis), 458 (heutige D958) und 485 (heutige D985). Corbigny liegt an einem Abschnitt der Via Lemovicensis, einem der vier historischen „Wege der Jakobspilger in Frankreich“.

## Persönlichkeiten
- Franc-Nohain (eigentlich Maurice Étienne Legrand, 1872–1934), Schriftsteller

## Gemeindepartnerschaft
Mit der deutschen Gemeinde Kobern-Gondorf in Rheinland-Pfalz besteht seit 1979 eine Partnerschaft.